# Convair B-36 Peacemaker
Convair B-36 »Peacemaker«. je bil velik ameriški strateški bombnik z dolgim dosegom, ki so ga uporabljale izključno Ameriške letalske sile - USAF. Izdelovalo ga je letalsko podjetje Convair, vsega so izdelali 384 letal. V operativni uporabi je bil sorazmerno kratek čas, med letoma 1949 in 1959, do prihoda B-52. B-36 je bil največje serijsko izdelano batno letalo, sicer so ga na nekaterih verzijah poleg šestih batnih motorjev poganjali štirje dodatni reaktivni motorji. Imel je največji razpon kril med vsemi bojnimi letali (70,1 metrov), razen nekaterih vojaških transportnih letal. 
Prvi načrti segajo v leto 1941, pred vstopom ZDA v 2. svetovno vojno, ko so obstajale možnosti, da bo Velika Britanija padla in bodo ZDA potrebovale bombnik z velikim dosegom za bombardiranje Nemčije iz Severnoameriških baz.
B-36 je bil zasnovan kot jedrski bombnik z medkontinentalnim dosegom brez prečrpavanja goriva v zraku. Brez dodatnih modifikacij je lahko v notranjih nosilcih (v trupu) nosil jedrsko orožje. B-36 je postavil standarde glede dosega strateških bombnikov.

## Tehnične specifikacije(B-36J-III)
- Posadka: 13
- Dolžina: 162 ft 1 in (49,42 m)
- Razpon kril: 230 ft 0 in (70,12 m)
- Višina: 46 ft 9 in (14,25 m)
- Površina kril: 4 772 ft²  (443,5 m²)
- Tip krila: NACA 63(420)-422 koren, NACA 63(420)-517 konec krila
- Prazna teža: 166 165 lb (75 530 kg)
- Naložena teža: 262 500 lb  (119 318 kg) (bojna teža)
- Maks. vzletna teža: 410 000 lb (186 000 kg)
- Motorji: 4 × General Electric J47 turboreaktivni, 5 200 lbf (23,2 kN) vsak in 6 × Pratt & Whitney R-4360-53 »Wasp Major« zvezdni batni motorji, 3 800 hp (2 835 kW) vsak

- Maks. hitrost: 418 mph (363 vozlov, 672 km/h)
- Potovalna hitrost: 230 mph (200 vozlov, 370 km/h)
- Bojni radij: 3 985 mi (3 465 nmi,  6 415 km)
- Največji dolet: 10 000 mi (8 700 nmi, 16 000 km)
- Višina leta (servisna): 43 600 ft (13 300 m)
- Hitrost vzpenjanja: 1 995 ft/min (10,1m/s)